# 아기와 나 (2008년 영화)
"아기와 나"는 2008년 8월 13일에 개봉한 대한민국의 영화이다.

## 캐스팅
- 장근석 : 준수 역
- 문메이슨 : 우람 역
- 송하윤 : 별 역
- 고규필 : 기석 역
- 최재환 : 춘성 역
- 김병옥 : 준수 부 역
- 박현숙 : 준수 모 역
- 정규수 : 별이 부 역
- 장정희 : 별이 모 역
- 김정난 : 타이슨 역
- 김양우 : 미친개 역
- 길해연 : 기석 모 역
- 고은성 : 전교 1등 역
- 양주호 : 한가닥 역
- 이철민 : 파출소 경관 역
- 유지연 : 룸싸롱 언니 역
- 오상훈 : 노점 상인 역
- 정민성 : 취객 남 역
- 정병철 : 원무과 직원 역
- 이문식 : 역무원 역 (우정출연)
- 김구라 : 룸싸롱 중년남 역 (우정출연)
- 박영진 : 신발매장 사장 역 (우정출연)
- 전영미 : 파출소 여순경 역 (우정출연)
- 송민형 : 교감 역 (특별출연)
- 오광록 : 광록 역 (특별출연)
- 김하균 : 왕근 역 (특별출연)
- 장대성 : 별 중학교 선생님 역 (특별출연)